# 378

## Evenimente
- 9 august: Războiul goților. Bătălia de la Adrianopol (azi Edirne, Turcia). Protagoniștii au fost: Imperiul Roman, condus de împăratul Flavius Iulius Valens, care își pierde viața, și Fritigern Alatheus, conducătorul triburilor goților. S-a încheiat cu victoria decisivă a goților (vizigoți, ostrogoți).

## Decese
- 9 august: Flavius Iulius Valens, împărat roman (364-378), (n. 328)